# خندیدن با صدای بلند (فیلم ۲۰۱۲)
خندیدن با صدای بلند (به انگلیسی: LOL) فیلمی محصول سال ۲۰۱۲ و به کارگردانی لیزا آزولوس است. در این فیلم بازیگرانی همچون مایلی سایرس، دمی مور، اشلی گرین، آدام جی. سوانی، اشلی هینشاو، جی هرناندس، توماس جین، مارلو توماس، داگلاس بوث، جرج فین، لینا اسکو، نورا دان، جینا گرشان، فیشر استیونس، آستین نیکولز و ژان-لوک بیلودو ایفای نقش کرده‌اند. این فیلم بازسازی فیلم فرانسوی خندیدن با صدای بلند محسوب می‌شود.